# Sri Pada
Sri Pada (in singalese, සමනල කන්ද, Samanalakanda, "Montagna delle farfalle"; in tamil Sivanolipatha Malai, in inglese Adam's Peak, in sanscrito Sri Pada significa piede sacro), conosciuto anche come Picco di Adamo, è una montagna dello Sri Lanka.
Situata nella parte sud-occidentale del paese, (distretto di Ratnapuraරී   nella provincia di Sabaragamuwa) la montagna raggiunge i 2.400 m s.l.m.
Il monte Sri Pada è luogo di pellegrinaggio per i buddisti, induisti, musulmani e cristiani. Sulla vetta si trova un monastero all'interno del quale si trova una grande impronta di piede (lunga 1,8 metri) venerata come impronta di Buddha da parte dei buddisti. Gli induisti la considerano l'impronta di Shiva Adipadham, i musulmani e cristiani vi vedono l'impronta di Adamo.
La montagna è descritta anche da Marco Polo, confermando ciò che la tradizione tramanda: 
(Marco Polo, Il Milione (cap. 174))

## Influenza culturale
La località ha ispirato l'ambientazione per il romanzo di fantascienza Le fontane del Paradiso di Arthur C. Clarke, il quale visse per molti anni nello Sri Lanka.